# Bodilus noxius
Bodilus noxius är en skalbaggsart som beskrevs av Schmidt 1913. Bodilus noxius ingår i släktet Bodilus och familjen Aphodiidae. Inga underarter finns listade.